# Xuân Yên (phường)
Xuân Yên là một phường thuộc thị xã Sông Cầu, tỉnh Phú Yên, Việt Nam.

## Địa lý
Phường Xuân Yên nằm ở trung tâm thị xã Sông Cầu, có vị trí địa lý: 
- Phía đông giáp Vịnh Xuân Đài
- Phía tây và phía nam giáp phường Xuân Phú
- Phía bắc giáp xã Xuân Phương.

Phường Xuân Yên có diện tích 5,20 km², dân số năm 2022 là 7.527 người, mật độ dân số đạt 1.447 người/km².

## Lịch sử
Ngày 27 tháng 8 năm 2009, Chính phủ ban hành Nghị quyết số 42/NQ-CP về việc:
- Thành lập thành thị xã Sông Cầu thuộc tỉnh Phú Yên trên cơ sở toàn bộ huyện Sông Cầu.
- Thành lập phường Xuân Yên thuộc thị xã Sông Cầu trên cơ sở điều chỉnh 229,34 ha diện tích tự nhiên và 668 người của xã Xuân Phương; 273,01 ha diện tích tự nhiên và 5.201 người của thị trấn Sông Cầu.

Sau khi thành lập, phường Xuân Yên có 502,35 ha diện tích tự nhiên và 5.869 người.